# کیوجی یاماواکا
کیوجی یاماواکا (به انگلیسی: Kyoji Yamawaki) ژیمناست زادهٔ ۱۷ سپتامبر ۱۹۵۷ میلادی اهل کشور ژاپن است.